# Thank You (album Duran Duran)
Thank You è una compilation di cover dei Duran Duran. Nella copertina appaiono tutti gli artisti autori dei brani reinterpretati dalla band nell'album. Pubblicato il 4 aprile 1995 dalla EMI Records, vendette circa 1.500.000 di copie nel mondo.

## Tracce
Album di cover degli artisti specificati fra parentesi, a parte Drive By
1. White Lines (Grandmaster Melle Mel) – 5:31
2. I Want to Take You Higher (Sly & The Family Stone) – 5:06
3. Perfect Day (Lou Reed) – 3:51
4. Watching the Detectives (Elvis Costello) – 4:48
5. Lay Lady Lay (Bob Dylan) – 3:53
6. 911 Is a Joke (Public Enemy) – 3:59
7. Success (Iggy Pop) – 4:05
8. Crystal Ship (The Doors) – 2:52
9. Ball of Confusion (The Temptations) – 3:46
10. Thank You (Led Zeppelin) – 6:36
11. Drive By (Duran Duran) – 5:34
12. I Wanna Take You Higher Again (Sly & The Family Stone) – 4:25

## Singoli
1. White Lines
2. Perfect Day
3. Lay Lady Lay (solo in Italia e Spagna)

## Formazione
- Simon Le Bon - voce
- Nick Rhodes - tastiere
- Warren Cuccurullo - chitarra
- John Taylor - basso
- Roger Taylor - batteria (nei brani Perfect Day e Watching The Detectives).

## Tour promozionale
Per promuovere l'album, il gruppo intraprese il Thank You Tour durante il 1995.